# Flughafen Teneriffa Nord

i7
i11
i13

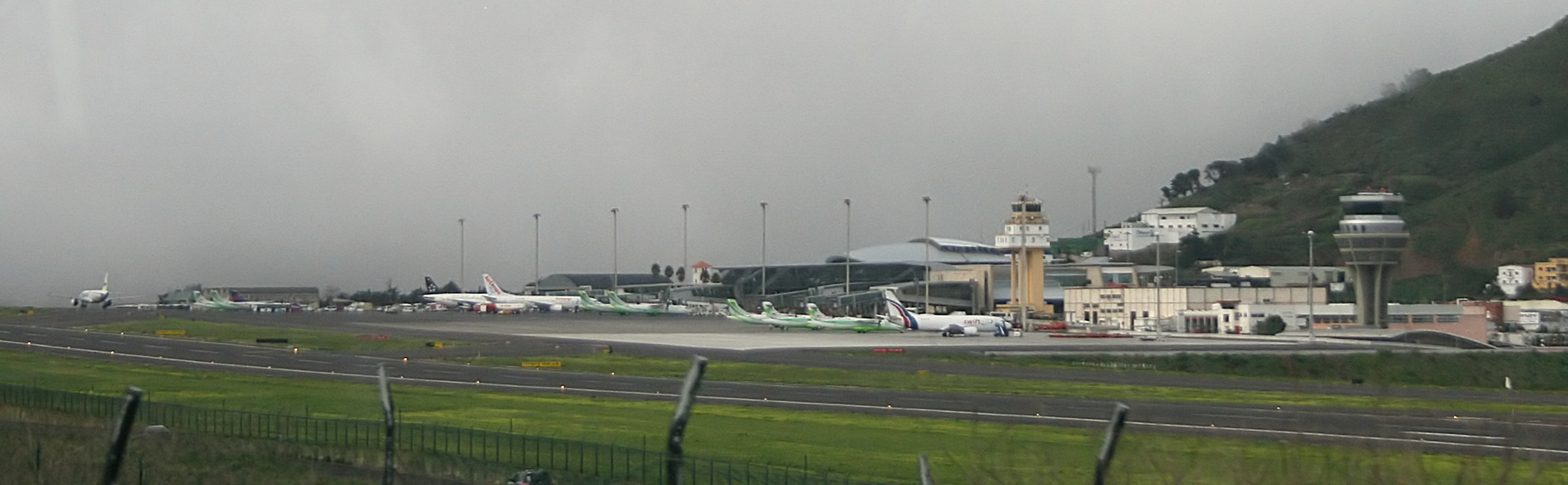
Flughafen Teneriffa Nord, 2010

Der Flughafen Teneriffa Nord (spanisch Aeropuerto de Tenerife Norte, bis 1978 Aeropuerto Internacional de los Rodeos; englisch Tenerife North Airport, IATA-Code: TFN, ICAO-Code: GCXO) ist nach dem Flughafen Teneriffa Süd – Reina Sofia – der kleinere der beiden internationalen Verkehrsflughäfen auf der spanischen Insel Teneriffa. Das spanische Heer nutzt den Platz als Base de Los Rodeos als Stationierungsort des Batallón de Helicópteros de Canarias (BHELMA VI) seiner Heeresflieger Fuerzas Aeromóviles del Ejército de Tierra (FAMET) und die Luft- und Weltraumstreitkräfte als Aeródromo Militar de Tenerife Norte.

## Lage und Verkehrsanbindung
Der Flughafen liegt auf einem Hochplateau etwa 10 Kilometer westlich der Inselhauptstadt Santa Cruz de Tenerife in der Gemeinde La Laguna.

## Geschichte
Der Flughafen wurde im Jahr 1946 eröffnet. Im Laufe seiner Geschichte ereigneten sich mehrere schwere Unfälle, nicht zuletzt aufgrund seiner Lage, die häufig zu Scherwinden und dichtem Nebel führt. Hervorzuheben ist hier die Flugzeugkatastrophe von Teneriffa am 27. März 1977, die den schwersten Unfall der Luftfahrtgeschichte ohne terroristischen Hintergrund und damit den zweitschwersten Unfall überhaupt darstellt.
Im Jahr 1978 wurde etwa 65 km entfernt bei El Médano der neue Flughafen Teneriffa Süd – Reina Sofia – eröffnet, der seither einen größeren Teil des Flugverkehrs der Insel abwickelt; dabei wurde der hiesige Flughafen von „Los Rodeos“ in „Tenerife Norte“ umbenannt. Im Jahr 2024 wurden etwa 33 Prozent des Passagier- und 94 Prozent des Frachtverkehrs der Insel über Teneriffa Nord abgewickelt. Inzwischen ist er auch mit modernster Flugleittechnik ausgerüstet.

## Flughafenanlagen

### Start- und Landebahn
Der Flughafen Teneriffa Nord verfügt über eine Start- und Landebahn mit der Kennung 12/30, sie ist 3171 Meter lang, 45 Meter breit und hat eine Asphaltdecke.

### Passagierterminal
Das Passagierterminal des Flughafens hat eine Kapazität von 6,5 Millionen Passagieren pro Jahr. Es verfügt über 16 Flugsteige und sechs Fluggastbrücken.

## Fluggesellschaften und Ziele
Teneriffa Nord wird aus dem deutschsprachigen Raum nicht direkt angeflogen. Umsteigeverbindungen bestehen u. a. über Madrid und über Gran Canaria.
Insgesamt werden 26 Ziele von 11 Fluggesellschaften angeflogen. Überwiegend werden Inlandsziele bedient, darunter auch die anderen Kanarischen Inseln.

## Verkehrszahlen
| Jahr  | Fluggast- aufkommen | Luftfracht (Tonnen) | Flug- bewegungen |
| ----- | ------------------- | ------------------- | ---------------- |
| 2024* | 6.762.702           | 12.862              | 82.063           |
| 2023  | 6.120.505           | 11.561              | 75.199           |
| 2022  | 5.566.245           | 13.166              | 68.988           |
| 2021  | 3.840.160           | 11.884              | 54.581           |
| 2020  | 2.796.788           | 9.648               | 46.103           |
| 2019  | 5.839.638           | 12.596              | 75.388           |
| 2018  | 5.492.324           | 12.689              | 73.236           |
| 2017  | 4.706.827           | 13.233              | 61.102           |
| 2016  | 4.219.633           | 12.427              | 55.669           |
| 2015  | 3.815.316           | 12.819              | 53.260           |
| 2014  | 3.633.030           | 13.991              | 52.694           |
| 2013  | 3.524.470           | 13.494              | 49.289           |
| 2012  | 3.717.944           | 14.778              | 55.789           |
| 2011  | 4.095.103           | 15.745              | 62.604           |
| 2010  | 4.051.356           | 15.938              | 61.605           |
| 2009  | 4.054.147           | 18.305              | 62.776           |
| 2008  | 4.236.615           | 20.782              | 67.800           |
| 2007  | 4.125.131           | 25.169              | 65.843           |
| 2006  | 4.025.601           | 23.194              | 65.297           |
| 2005  | 3.754.513           | 22.163              | 60.235           |
| 2004  | 3.368.988           | 23.647              | 56.592           |
| 2003  | 2.919.087           | 23.842              | 53.718           |
| 2002  | 2.486.227           | 21.148              | 48.785           |
| 2001  | 2.511.277           | 21.060              | 49.132           |
| 2000  | 2.411.100           | 22.463              | 48.902           |

* 2024: Vorläufige Daten

## Zwischenfälle
Von 1956 bis Juni 2023 ereigneten sich auf dem Flughafen und in seiner Umgebung 13 Totalverluste von Flugzeugen. Dabei kamen 952 Menschen ums Leben. Vollständige Liste:
- Am 29. September 1956 stürzte eine SNCASE Languedoc (Luftfahrzeugkennzeichen EC-AKV) der Aviaco auf einem Flug von Málaga bei der Landung in ein Haus in der Nähe des Flughafens. Alle 38 Flugzeuginsassen überlebten, jedoch wurde eine Person am Boden getötet.[11][12]

- Am 19. September 1962 wurde eine Douglas DC-3/C-47A-20-DK der spanischen Iberia (EC-AGO) auf dem Flughafen Teneriffa Nord irreparabel beschädigt. Über Personenschäden ist nichts bekannt.[13]

- Am 17. März 1964 wurde eine Douglas DC-3/C-47A-1-DK der Spanischen Luftstreitkräfte (T.3-1) gegen den Berg La Esperanza (Teneriffa) geflogen, rund 5 Kilometer vor dem Zielflughafen. Die Maschine befand sich bei schlechtem Wetter im Anflug auf den Flughafen Teneriffa Nord. Bei diesem CFIT (Controlled flight into terrain) überlebten alle 16 Passagiere, jedoch wurden vier der fünf Besatzungsmitglieder getötet.[14]

- Am 8. Februar 1965 verunglückte eine Douglas DC-7C der Scandinavian Airlines (SE-CCC) auf dem Flughafen Teneriffa-Los Rodeos beim Start zu einem Flug nach Kopenhagen. Nach dem Abheben sank die Maschine wieder zurück auf die Startbahn, weil das Fahrwerk zu früh eingefahren wurde. Das Flugzeug fing Feuer und wurde zerstört, jedoch konnten vorher alle 84 Passagiere und 7 Besatzungsmitglieder die Maschine verlassen.[15]

- Am 5. Mai 1965 verunglückte eine Lockheed L-1049G Super Constellation der Iberia (EC-AIN) aus Madrid kommend beim Landeanflug. Nach einem missglückten Landeversuch bei schlechtem Wetter kollidierte die Maschine beim Durchstarten 50 Meter neben der Landebahn mit einem Bulldozer und zerschellte auf einem Acker. 30 der 49 Menschen an Bord kamen dabei ums Leben.[16]

- Am 7. Dezember 1965 geriet eine Douglas DC-3 der Spantax (EC-ARZ) nach dem Start ins Trudeln und stürzte fast senkrecht ab. Alle 32 Insassen kamen ums Leben.[17]

- Am 16. September 1966 musste eine von Spantax für Iberia betriebene Douglas DC-3/C-47 (EC-ACX) kurz nach dem Start wegen eines Triebwerkschadens im Meer notwassern. Von den 27 Personen an Bord konnten sich 26 aus der langsam sinkenden Maschine retten; ein Passagier weigerte sich, das Flugzeug zu verlassen (siehe auch Iberia-Flug 261).[18]

- Am 3. Dezember 1972 ereignete sich der schwerste Unfall mit einer Convair CV-990. Auf dem Flug nach München-Riem geriet die Spantax EC-BZR während des Starts bei nahezu Null Sicht in etwa 90 Metern Höhe außer Kontrolle, überschlug sich und zerschellte schließlich am Boden. Alle 148 Passagiere, überwiegend deutsche Urlauber, und sieben Besatzungsmitglieder starben (siehe Spantax-Flug 275).[19]

- Am 27. März 1977 starben bei einer Kollision zweier Boeing 747 „Jumbo Jets“ 583 Menschen, als eine ohne Startfreigabe gestartete Boeing 747 der KLM (PH-BUF) mit einer noch auf der Startbahn befindlichen Pan Am-Maschine desselben Typs (N736PA) zusammenstieß. Mitursächlich für die bisher schwerste Katastrophe in der Zivilluftfahrt ohne terroristischen Hintergrund waren unter anderem das damals fehlende Bodenradar bei dichtem Nebel sowie der irreguläre Start der KLM-Maschine aufgrund einer falsch interpretierten Funkmeldung durch den Tower seitens der KLM Besatzung (siehe auch Flugzeugkatastrophe von Teneriffa).

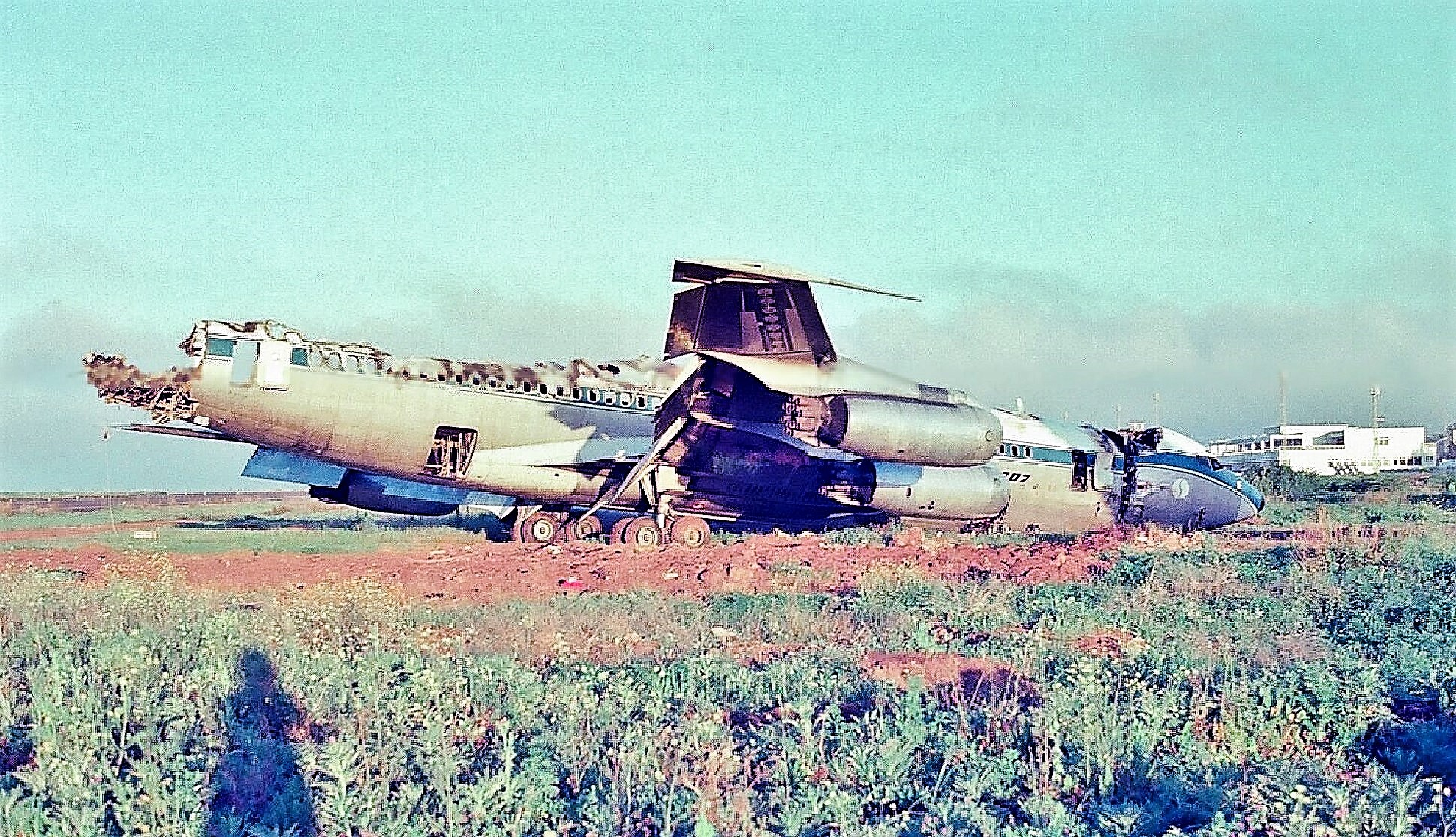
Die im Februar 1978 auf Teneriffa verunglückte Boeing 707 der Sabena

- Am 15. Februar 1978 setzte eine Boeing 707 der Sabena (OO-SJE) vor der Landebahn auf, wobei das Bugfahrwerk kollabierte und das Flugzeug rund 1000 Meter über die Bahn rutschte, bis es seitlich davon abkam. Drei der 196 Insassen wurden leicht verletzt. Die Maschine brannte aus.[20][21]

- Am 25. April 1980 starben alle 146 Menschen an Bord, als eine aus Manchester kommende Boeing 727-46 der britischen Dan-Air (G-BDAN) beim Landeanflug auf den Flughafen Teneriffa/Los Rodeos in einen Berg stürzte (CFIT, Controlled flight into terrain). Als Ursachen wurden Navigationsfehler seitens der Piloten und unklare Informationen seitens der Flugsicherung festgestellt. Alle 146 Insassen kamen ums Leben.[22]